# Georgeta Gabor
Georgeta Gabor (Onești, 10 de janeiro de 1962) é uma ex-ginasta romena que competiu em provas de ginástica artística.
Gabor disputou os Jogos Olímpicos de Montreal (1976), ao lado de Nadia Comaneci, Mariana Constantin, Gabriela Truşca, Anca Grigoraş e Teodora Ungureanu, conquistando a medalha de prata na prova coletiva,  quando as romenas foram superadas pelas soviéticas.